# إثيل ماكليلان بلامر
إثيل ماكليلان بلامر (بالإنجليزية: Ethel McClellan Plummer)‏ هي رسامة توضيحية أمريكية، ولدت في 1888 في بروكلين في الولايات المتحدة، وتوفيت في 1936.